# Phil Demmel

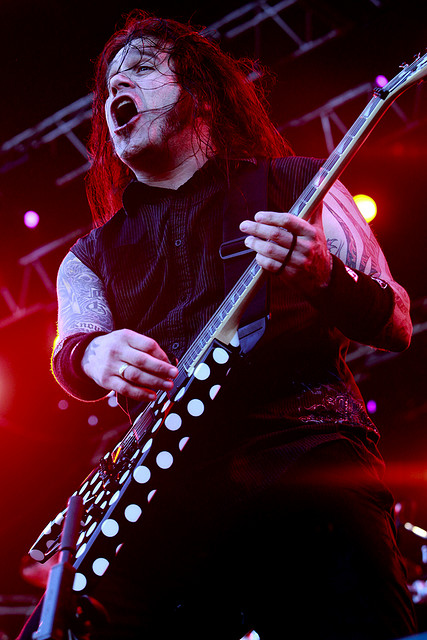
Phil Demmel, 2009

Phil Demmel (* 1. April 1967) ist ein US-amerikanischer Metal-Gitarrist, u. a. bekannt als Mitglied von Machine Head.

## Werdegang
Demmel machte seine ersten musikalischen Gehversuche bei der Band Vio-lence, die sich 1985 gründeten. Nach zwei Demos schloss sich der Sänger und Gitarrist Robb Flynn der Band an. Nach zwei Studioalben verließ Flynn 1992 die Band aufgrund persönlicher Differenzen und gründete Machine Head. Vio-lence veröffentlichten ein Jahr später noch ein Album, bevor sich die Band auflöste. Zusammen mit dem Bassisten Dean Dell gründete Demmel die Band Torque, bei der er auch den Gesang übernahm. Torque veröffentlichten 1996 ein selbstbetiteltes Album. Im Jahre 2001 veröffentlichte Demmel mit der Band Technocracy ein Album. Zwei Jahre später trennte sich der Gitarrist Ahrue Luster von seiner Band Machine Head und Demmel sprang für einige Konzerte in Europa als Ersatz ein.
Im März 2003 wurde Demmel schließlich vollwertiges Mitglied bei Machine Head und nahm mit der Band vier Alben auf. 2007 spielte er bei Chuck Billys und Steve Souzas Band Dublin Death Patrol das Album DDP 4 Life mit ein, ist aber mittlerweile nicht mehr Mitglied dieser Band. Mit dem Ende der Catharsis-Tournee im November 2018 verließ Demmel zusammen mit Schlagzeuger Dave McClain die Band Machine Head. Anfang Dezember 2018 half Phil Demmel dann für vier Konzerte in Europa bei der Band Slayer aus und ersetzte Gary Holt, dessen Vater im Sterben lag. Außerdem reaktivierte Demmel seine alte Band Vio-Lence. Zusammen mit Bobby „Blitz“ Ellsworth (Overkill), Mike Portnoy (ex-Dream Theater) und Mike Menghi gründete Demmel die Band BPMD, die Rockklassiker der 1970er Jahre im Thrash-Metal-Stil covert. Das Debütalbum American Made erschien 2020.
Anfang 2024 wurde bekannt, dass Phil Demmel von Slayer-Gitarrist Kerry King für den Part des zweiten Gitarristen bei dessen Solo-Projekt engagiert wurde. Er ist auf dem Debütalbum From Hell I Rise zu hören und spielte mit King auf der zugehörigen Tournee. Darüber hinaus gründete Demmel zusammen mit dem Sänger John Bush (Armored Saint), dem Gitarristen Mike Orlando (ex-Adrenaline Mob), dem Exodus-Bassisten Jack Gibson und dem Overkill-Schlagzeuger Jason Bittner die Band Category 7.

## Privates
Phil Demmel ist seit September 2012 mit Marta Peterson verheiratet, die zuvor in der Band Bleeding Through Keyboard spielte. Im Juli 2016 wurde sein Sohn Wolf Aequitas Demmel geboren. Phil Demmel leidet seit Anfang der 1990er Jahre an kardiogener Ohnmacht. Hierbei handelt es sich um eine Krankheit, bei der das Gehirn zeitweilig mit zu wenig Blut versorgt wird und zu einem Kreislaufkollaps führt. Im Herbst 2008 kollabierte Demmel während zweier Konzerte und musste mehrere Konzerte aussetzen.

## Diskographie
| mit Machine Head - 2003: Through the Ashes of Empires - 2007: The Blackening - 2011: Unto the Locust - 2014: Bloodstone & Diamonds - 2018: Catharsis | mit BPMD - 2020: American Made mit Category 7 - 2024: Category 7 mit Dublin Death Patrol - 2007: DDP 4 Life mit Kerry King - 2024: From Hell I Rise | mit Technocracy - 2001: Technocracy mit Torque - 1996: Torque mit Vio-lence |

als Gastmusiker
- 2024: Jasta – Suicidality